# Conferência Nordeste da Liga BFA 2019 - Elite
A Conferência Nordeste é uma das quatro conferências da Liga BFA 2019 - Elite. Na conferência são oito times divididos em dois grupos: Norte e Sul. Os times jogam contra todos os adversários do mesmo grupo, tendo um confronto repetido dentro do grupo, e contra dois adversários do outro grupo. As quatro melhores equipes, independente do grupo, classificam-se aos Playoffs com o primeiro recebendo o quarto colocado e o segundo recebendo o terceiro. Os vencedores avançam para a final de conferência. O campeão da conferência enfrenta o campeão da Conferência Sudeste. A pior equipe da conferência sendo rebaixada para a Liga BFA 2020 - Acesso.

## Classificação
Classificados para os Playoffs estão marcados em verde e em rosa o rebaixado à Liga BFA 2020 - Acesso.
O símbolo # indicada a classificação dentro da conferência.
Grupo Norte
| Pos | Times               | V | E | D | PCT  | PF  | PS  | SP   |
| --- | ------------------- | - | - | - | ---- | --- | --- | ---- |
| 1   | Ceará Caçadores #3  | 4 | 0 | 2 | .667 | 232 | 123 | 109  |
| 2   | Bulls Potiguares #4 | 3 | 0 | 3 | .500 | 162 | 146 | 16   |
| 3   | UFERSA Petroleiros  | 2 | 0 | 4 | .333 | 78  | 151 | -73  |
| 4   | Natal Scorpions     | 0 | 0 | 6 | .000 | 22  | 239 | -217 |

Grupo Sul
| Pos | Times                    | V | E | D | PCT   | PF  | PS  | SP  |
| --- | ------------------------ | - | - | - | ----- | --- | --- | --- |
| 1   | Recife Mariners #1       | 6 | 0 | 0 | 1.000 | 207 | 93  | 114 |
| 2   | João Pessoa Espectros #2 | 5 | 0 | 1 | .833  | 276 | 76  | 200 |
| 3   | Cavalaria 2 de Julho     | 2 | 0 | 4 | .333  | 79  | 136 | -57 |
| 4   | Santa Cruz Pirates       | 2 | 0 | 4 | .333  | 85  | 177 | -92 |

### Resultados
Primeira Rodada
| 31 de agosto[a] 14:00 UTC -3 | Relatório | Cavalaria 2 de Julho | 06–43 | Recife Mariners |  | Estádio Gileno de Carli, Cabo de Santo Agostinho-PE |  |

| 30 de junho 14:00 UTC -3 | Relatório | João Pessoa Espectros | 58–13 | Santa Cruz Pirates |  | Vila Olímpica Parahyba, João Pessoa-PB |  |

| 30 de junho 15:00 UTC -3 | Relatório | Bulls Potiguares | 32–06 | Natal Scorpions |  | SESI, Natal-RN |  |

| 6 de julho 16:00 UTC -3 | Relatório | Ceará Caçadores | 44–10 | UFERSA Petroleiros |  | Estádio Presidente Vargas, Fortaleza-CE |  |

Segunda Rodada
| 14 de julho 16:00 UTC -3 | Relatório | UFERSA Petroleiros | 15–07 | Natal Scorpions |  | Estádio Nogueirão, Mossoró-RN |  |

| 21 de julho 14:00 UTC -3 | Relatório | Santa Cruz Pirates | 14–19 | Cavalaria 2 de Julho |  | Arena de Pernambuco, São Lourenço da Mata-PE |  |

| 1 de setembro[b] 14:00 UTC -3 | Relatório | João Pessoa Espectros | 52–21 | Ceará Caçadores |  | Vila Olímpica Parahyba, João Pessoa-PB |  |

| 21 de julho 15:00 UTC -3 | Relatório | Bulls Potiguares | 21–30 | Recife Mariners |  | Arena das Dunas, Natal-RN |  |

Terceira Rodada
| 3 de agosto 17:00 UTC -3 | Relatório | Cavalaria 2 de Julho | 00–30 | João Pessoa Espectros |  | Estádio Municipal Jhonatas Enéas do Carmo, Santo Amaro-BA |  |

| 4 de agosto 15:00 UTC -3 | Relatório | Natal Scorpions | 03–66 | Bulls Potiguares |  | SESI, Natal-RN |  |

| 4 de agosto 16:00 UTC -3 | Relatório | UFERSA Petroleiros | 10–51 | Ceará Caçadores |  | Estádio Nogueirão, Mossoró-RN |  |

| 11 de agosto 14:00 UTC -3 | Relatório | Recife Mariners | 28–07 | Santa Cruz Pirates |  | Arena de Pernambuco, São Lourenço da Mata-PE |  |

Quarta Rodada
| 24 de agosto 16:00 UTC -3 | Relatório | Cavalaria 2 de Julho | 40–00 | Natal Scorpions |  | Estádio de Pituaçu, Salvador-BA |  |

| 25 de agosto 14:00 UTC -3 | Relatório | Santa Cruz Pirates | 00–52 | João Pessoa Espectros |  | Arena de Pernambuco, São Lourenço da Mata-PE |  |

| 25 de agosto 15:00 UTC -3 | Relatório | Ceará Caçadores | 34–36 | Recife Mariners |  | Estádio de Atletismo da UNIFOR, Fortaleza-CE |  |

| 25 de agosto 16:00 UTC -3 | Relatório | Bulls Potiguares | 21–15 | UFERSA Petroleiros |  | Vila Olímpica, Macaíba-RN |  |

Quinta Rodada
| 14 de setembro 14:00 UTC -3 | Relatório | Recife Mariners | 35–06 | Cavalaria 2 de Julho |  | Arena de Pernambuco, São Lourenço da Mata-PE |  |

| 15 de setembro 14:00 UTC -3 | Relatório | Santa Cruz Pirates | 20–14 | UFERSA Petroleiros |  | Arena de Pernambuco, São Lourenço da Mata-PE |  |

| 15 de setembro 14:00 UTC -3 | Relatório | João Pessoa Espectros | 65–07 | Bulls Potiguares |  | Vila Olímpica Parahyba, João Pessoa-PB |  |

| 15 de setembro 15:00 UTC -3 | Relatório | Natal Scorpions | 00–55 | Ceará Caçadores |  | SESI, Natal-RN |  |

Sexta Rodada
| 29 de setembro 14:00 UTC -3 | Relatório | Recife Mariners | 35–19 | João Pessoa Espectros |  | Arena de Pernambuco, São Lourenço da Mata-PE |  |

| 29 de setembro 14:00 UTC -3 | Relatório | UFERSA Petroleiros | 14–08 | Cavalaria 2 de Julho |  | Estádio Nogueirão, Mossoró-RN |  |

| 29 de setembro 15:00 UTC -3 | Relatório | Natal Scorpions | 06–31 | Santa Cruz Pirates |  | SESI, Natal-RN |  |

| 29 de setembro 16:00 UTC -3 | Relatório | Ceará Caçadores | 27–15 | Bulls Potiguares |  | Estádio Presidente Vargas, Fortaleza-CE |  |